# Nacionalno prvenstvo ZDA 1939
Nacionalno prvenstvo ZDA 1939 v tenisu.

## Moški posamično
Bobby Riggs :  Welby van Horn  6-4 6-2 6-4

## Ženske posamično
Alice Marble :  Helen Jacobs  6-0, 8-10, 6-4

## Moške dvojice
Adrian Quist /  John Bromwich :  Jack Crawford /  Harry Hopman 8–6, 6–1, 6–4

## Ženske dvojice
Sarah Palfrey Cooke /  Alice Marble :  Kay Stammers /  Freda Hammersley 7–5, 8–6

## Mešane dvojice
Alice Marble /   Harry Hopman :  Sarah Palfrey Cooke /  Elwood Cooke 9–7, 6–1